# Baie de Seine occidentale
Baie de Seine occidentale este o arie protejată (sit de importanță comunitară — SCI) din Franța întinsă pe o suprafață de 45.566 ha, integral marine.

## Localizare
Centrul sitului Baie de Seine occidentale este situat la coordonatele 49°29′39″N 1°05′45″W / 49.49417°N 1.09583°V.

## Înființare
Situl Baie de Seine occidentale a fost declarat arie specială de conservare în baza directivei 92/43 din 1992 referitoare la conservarea habitatelor naturale și a faunei și florei sălbatice pentru a proteja 9 specii de animale.

## Biodiversitate
Situată în ecoregiunea atlantică, aria protejată conține 3 habitate naturale: Bancuri de nisip acoperite în permanență slab de apă marină, Golfuri mici largi și golfuri puțin adânci, Recifuri.
La baza desemnării sitului se află mai multe specii protejate:
- mamifere (4): Halichoerus grypus, focă obișnuită (Phoca vitulina), marsuin (Phocoena phocoena), delfin mare (Tursiops truncatus)
- pești (5): Alosa alosa, Alosa fallax, Lampetra fluviatilis, Petromyzon marinus, somonul (Salmo salar)